# Troels Myndel Pedersen
Troels Myndel Pedersen (1916 - 2000) foi um naturalista botânico dinamarquês naturalizado argentino, que trabalhou extensamente na Argentina, com a família botânica das  Amarantáceas.
Viveu seus últimos em sua propriedade de campo (que havia aduirido de seu pai Niel Peter Pedersen nos anos 20) , e que doaria em 1991 para estabelecer Parque Nacional Mburucuyá, no centro da província de Corrientes.
Possuiu um herbário de 30.000 exemplares, que está consevado no  "Instituto de Botânica do Nordeste".

## Homenagens
Foi homenageado em su país natal como "Cavalheiro da Ordem de Danneborg"; Dr. honoris causa da Universidade de Copenhague; Dr. honoris causa da Universidade Nacional do Nordeste;  Acadâmico Correspondente da Academia Nacional de Agronomia e Veterinária. 
Uma rua de Mburucuyá leva seu nome em sua honra.